# Karl Graf von Spreti
Karl Graf von Spreti (Landshut, 21 maggio 1907 – Città del Guatemala, 5 aprile 1970) è stato un diplomatico, architetto e politico tedesco, fu ambasciatore della Repubblica Federale di Germania in Lussemburgo dal 1956 e dal 1959 fino alla morte in alcuni paesi dell'America Centrale.

## Biografia
Karl von Spreti frequentò il Ginnasio e studiò architettura, come il suo bisnonno Leo von Klenze, dal 1930 presso l'Università tecnica di Monaco. Svolse attività professionale di architetto e nel 1935 fu uno dei tecnici cinematografici del regista Franz Osten in India e fino al 1938 lavorò come architetto per il cinema presso l'indiana Bombay Talkies. Svolse il servizio militare tra il 1939 e il 1940, per poi riprendere l'attività di architetto a Ulma e a Berlino. Nel 1944 fu nuovamente arruolato e cadde prigioniero degli americani. Al ritorno dalla prigionia si stabilì a Lindau (Bodensee), lavorando nuovamente come architetto.
Nel periodo dal 1949 al 1956 fu deputato per la CSU presso il Bundestag. Dal 1956 fu ambasciatore della Germania federale in Lussemburgo (1956-1959), dal 1959 al 1962 fu ambasciatore a Cuba, dal 1963 al 1965 in Giordania, dal 1966 al 1968 presso la Repubblica Dominicana e infine dal 1969 al 1970 in Guatemala. Durante quest'ultimo periodo fu rapito da guerriglieri del movimento di estrema sinistra FAR e ucciso il 5 aprile 1970.
L'organo centrale del Partito Socialista Unificato di Germania (SED) Neues Deutschland si rallegrò dell'uccisione di Spreti e il gruppo Baader-Meinhof prese ciò come una conferma.
Un resoconto del suo assassinio ci è stato fornito da Ryszard Kapuściński nel suo libro del 1970 Why Karl Von Spreti Died.